# Arkansas National Guard
La  Arkansas National Guard è una componente della Riserva militare inquadrata sotto la U.S. National Guard. Il suo quartier generale è situato presso Camp Robinson.

## Organizzazione
Attualmente, al 2024, sono attivi i seguenti reparti:

### Componente Terrestre
- Arkansas Army National Guard
  -  39th Infantry Brigade Combat Team
  -  87th Troop Command
  -  77th Theater Aviation Brigade
  -  142nd Field Artillery Brigade

### Componente Aerea
- Arkansas Air National Guard
  -  189th Airlift Wing
  -  188th Wing